# 아쿠아 클라우디아

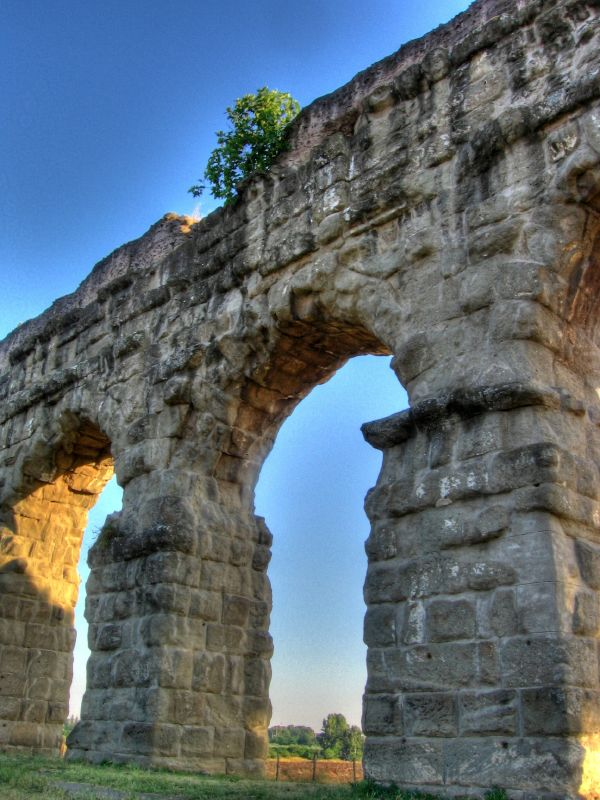
아쿠아 클라우디아

아쿠아 클라우디아(라틴어: Aqua Claudia)는 로마의 수도교로, 칼리굴라 (서기 12-41년) 황제가 즉위했던 서기 38년에 공사를 시작하였으며, 칼리굴라 황제의 사망 이후 미완으로 끝난 공사를 클라우디우스 (서기 10-54년) 황제가 이어받아 진행하면서 서기 52년에 완공되었다. 아쿠아 아니오 베투스, 아쿠아 아니오 노부스, 아쿠아 마르키아 등의 여타 수도교와 묶여 '로마의 4대 수도교' 중 하나로 불렸으며 로마의 수도교 책임자로서 수도교에 대한 책 <수도교에서> (De Acquaeductu)를 쓴 프론티누스는 "로마에서 가장 아름다운 수도교"라 칭한 바 있다.

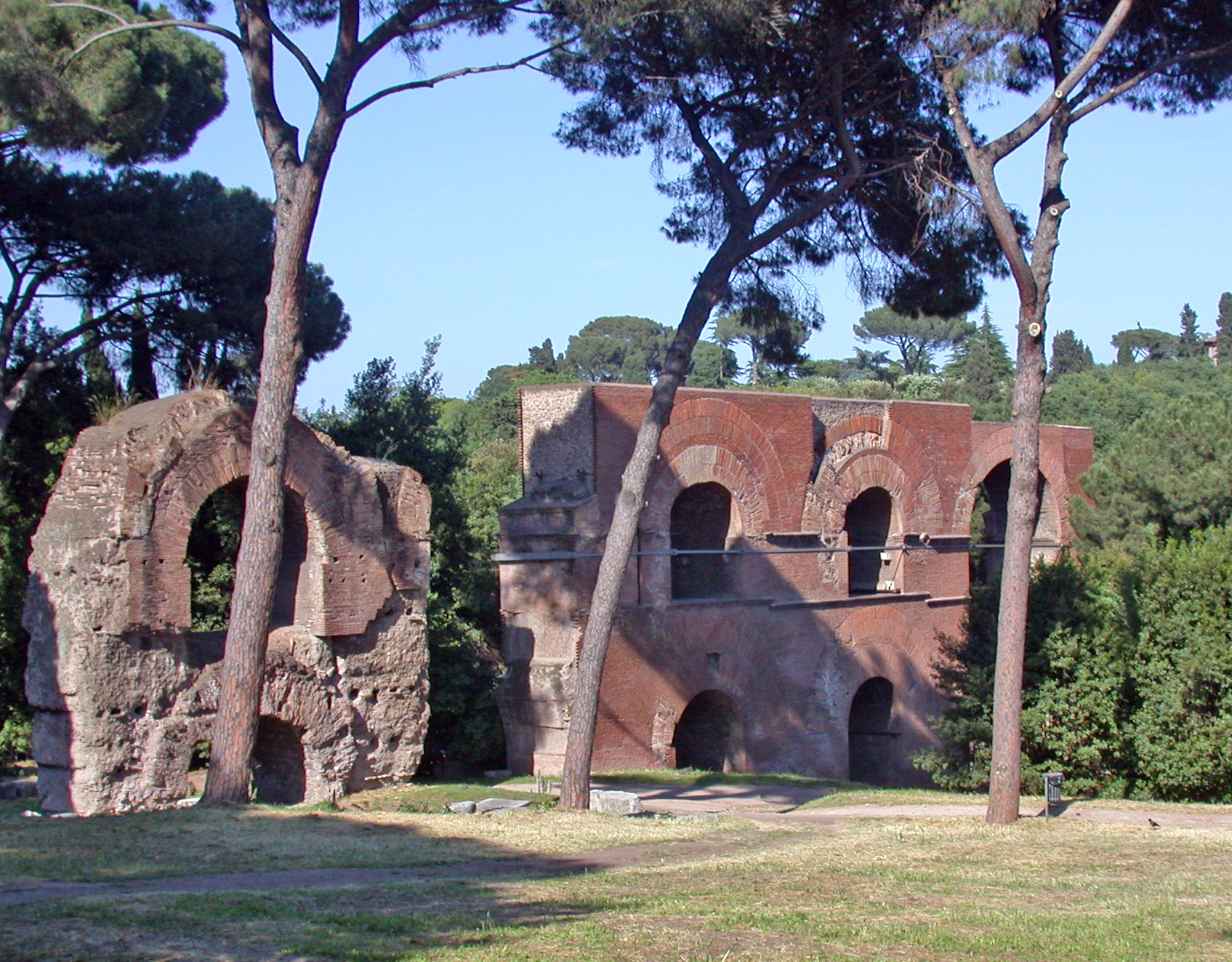
카일리아누스 언덕과 팔라티누스 언덕 부근을 지나는 아르쿠스 네리오니아니

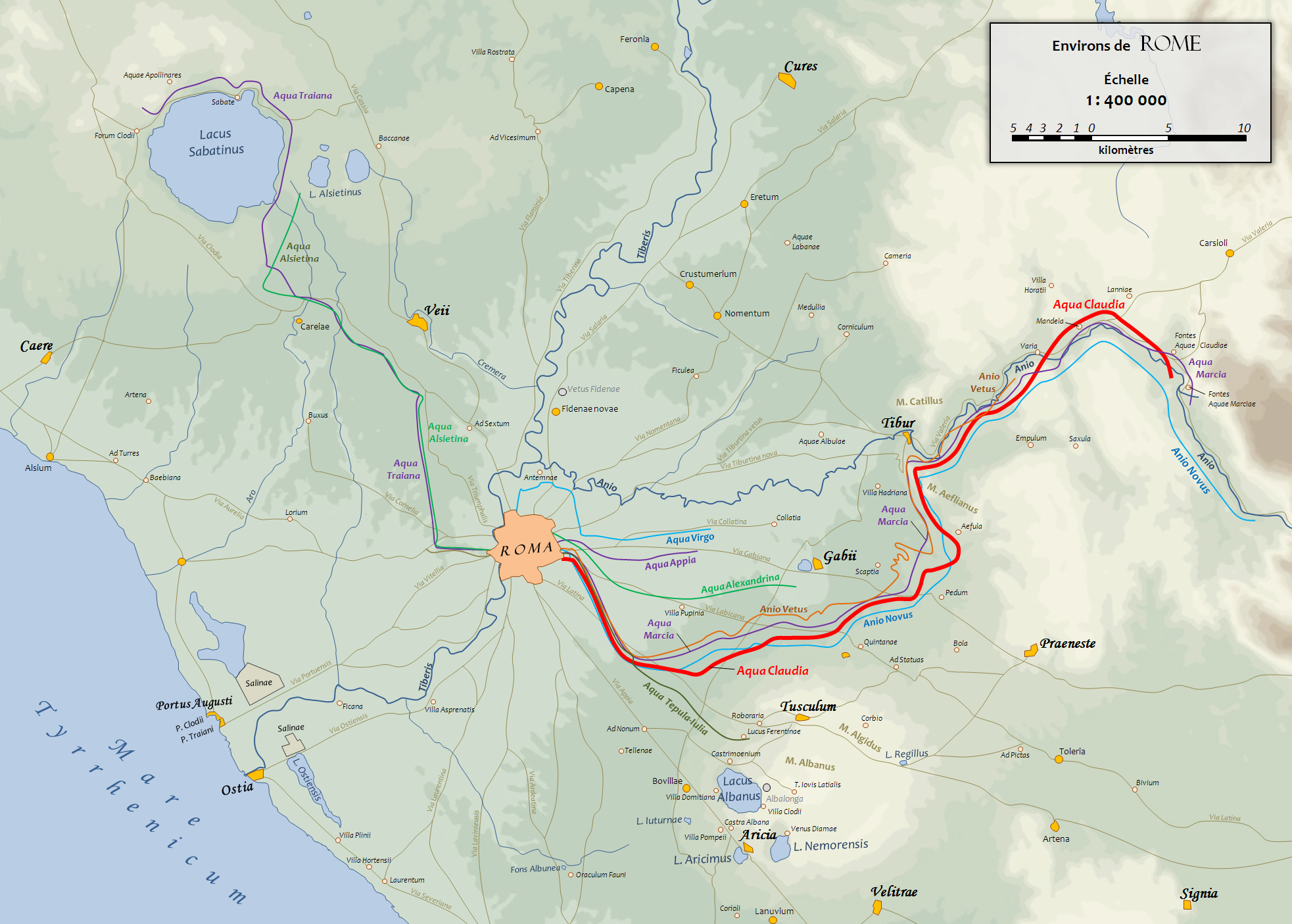
아쿠아 클라우디아의 경로

## 상세
아쿠아 클라우디아는 아니오 강 상류 지역에 있던 카이룰레우스와 쿠르티우스 연못을 주요 수원지로 삼았으며, 이들은 비아 수블라켄시스의 38번째 이정표에서 왼쪽으로 300보 거리에 위치했다고 전해진다. 아쿠아 클라우디아의 총길이는 약 69km에 달하며 대부분의 구간이 지하를 통해 흘렀다. 수용력은 하루 24시간에 최대 190,000m³까지 달했다. 라티나 가도에서 7마일 떨어진 정수장을 통과한 직후에는 아치교로 흘러들어가게 됐는데, 여기서부턴 높이가 점점 높아지면서 고도가 100피트에 달한 상태로 로마 시를 향해 흘렀다. 로마에 진입할 때는 포르타 마조레를 통과하였는데, 아니오 노부스와 함께 로마 시내로 흘러들어오는 유일한 수도교이기도 했다.
네로 황제는 아쿠아 클라우디아를 카일리아누스 언덕과 도미티아누스 언덕, 그리고 그 너머의 팔라티누스 언덕 (황제의 궁전이 있던 곳)까지 연장하는 공사를 진행하였는데 이쪽의 연장 구간은 '아르쿠스 네로니아니' (Arcus Neroniani)라 부른다. 이를 통해 아쿠아 클라우디아는 로마 시의 14구 전역에 수도를 공급할 수 있게 되었다.
아쿠아 클라우디아는 최소 두어 번의 보수공사를 거쳤다. 완공 뒤 10년간 사용되다가 기능을 멈추고 9년간 사용하지 않았다는 기록이 전해지며, 서기 71년 베스파시아누스 황제가 처음으로 보수 공사를 하였다. 81년에는 티투스 황제가 다시 한 번 보수했다. 한편 수도교 내에는 산 토마소 인 포르미스 교회가 세워지기도 했다.

## 갤러리

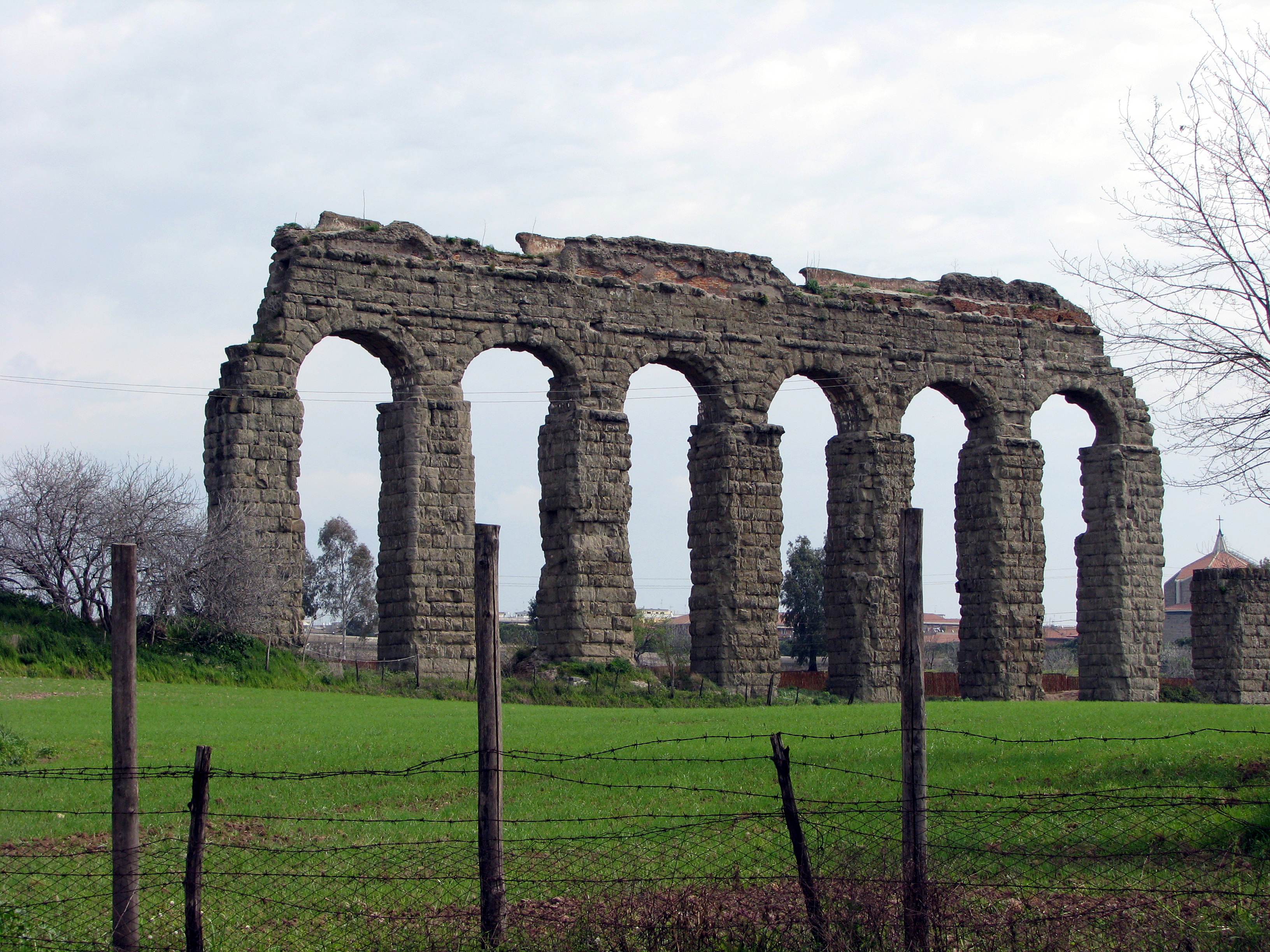
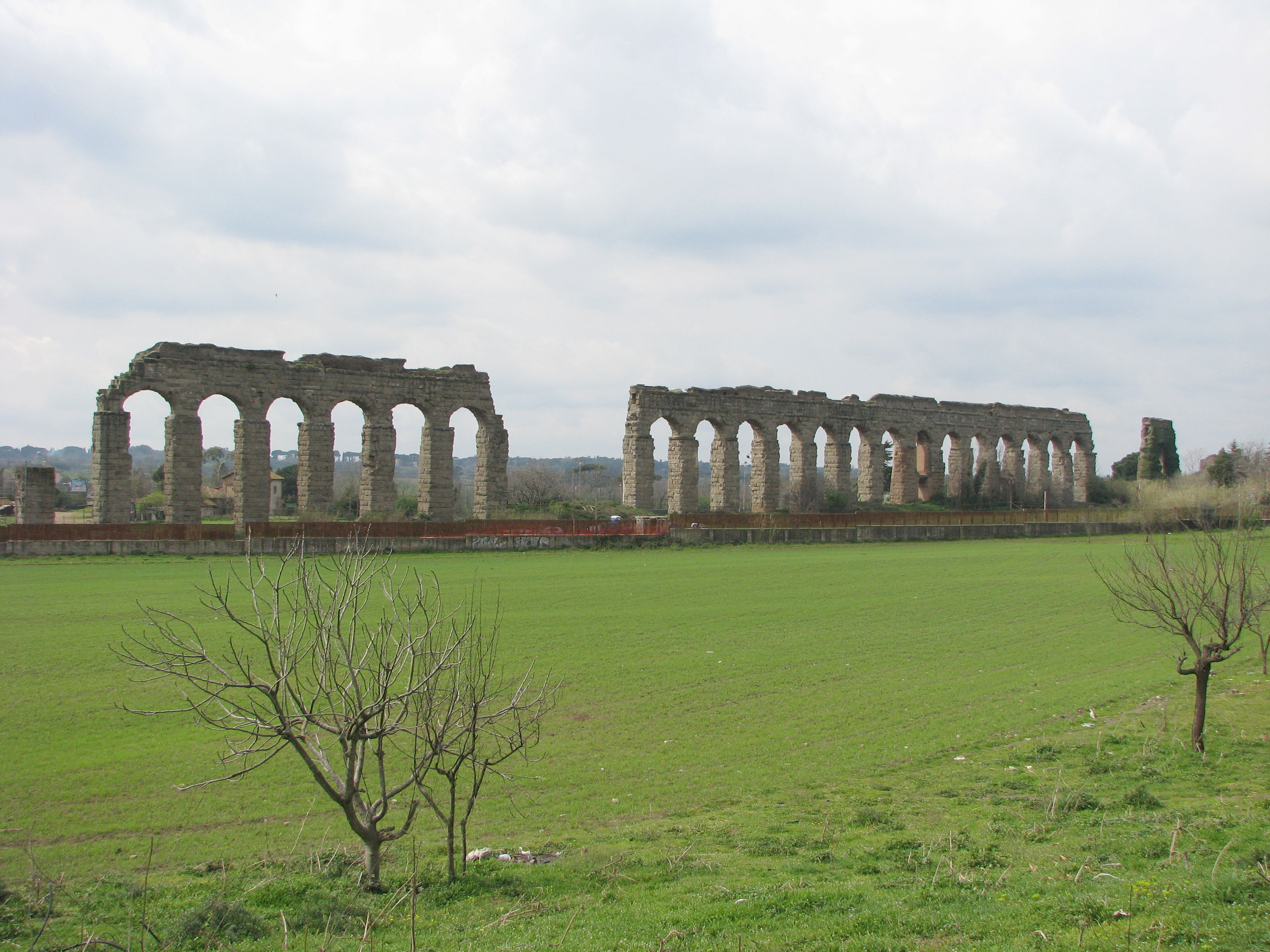
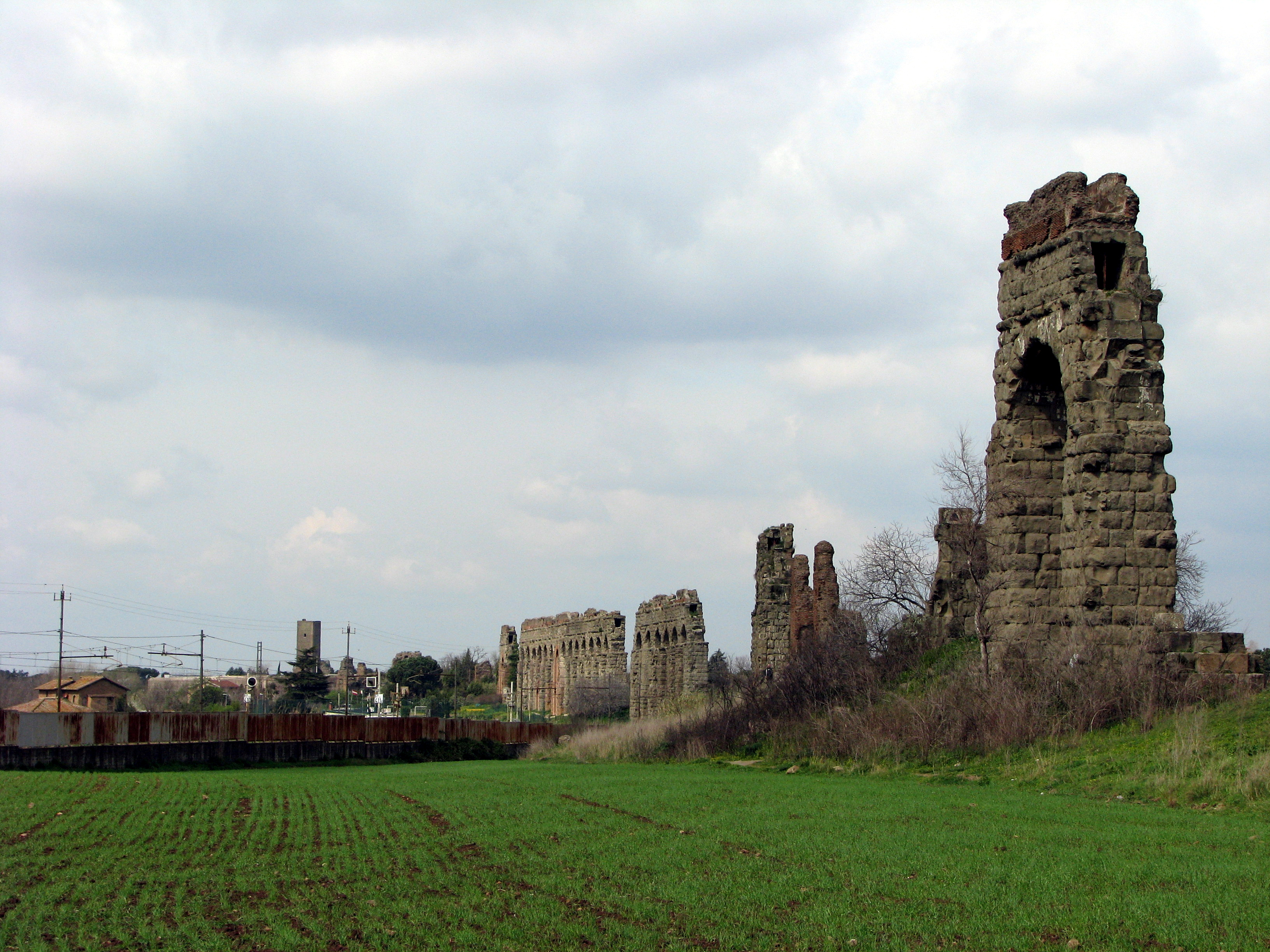
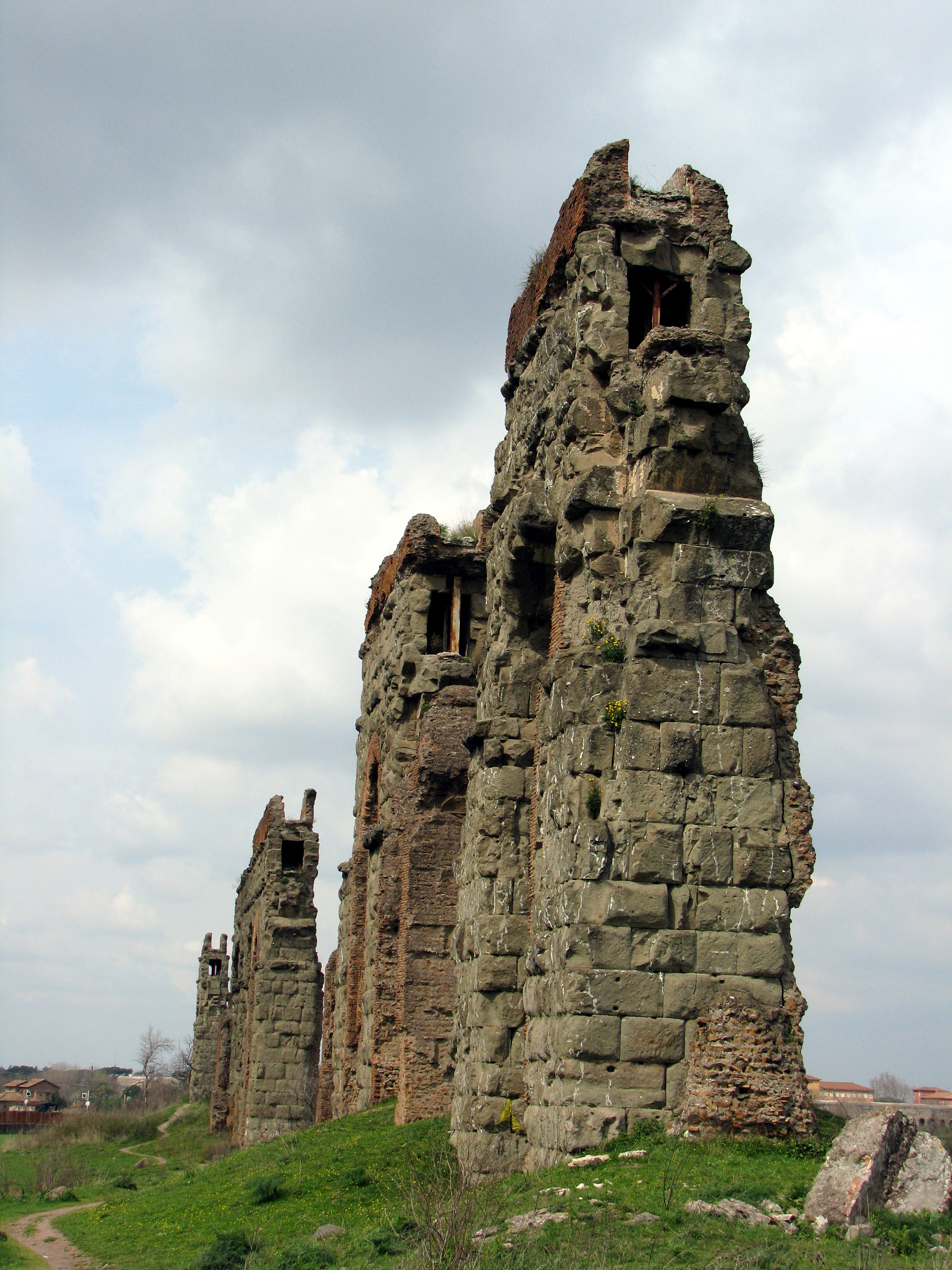
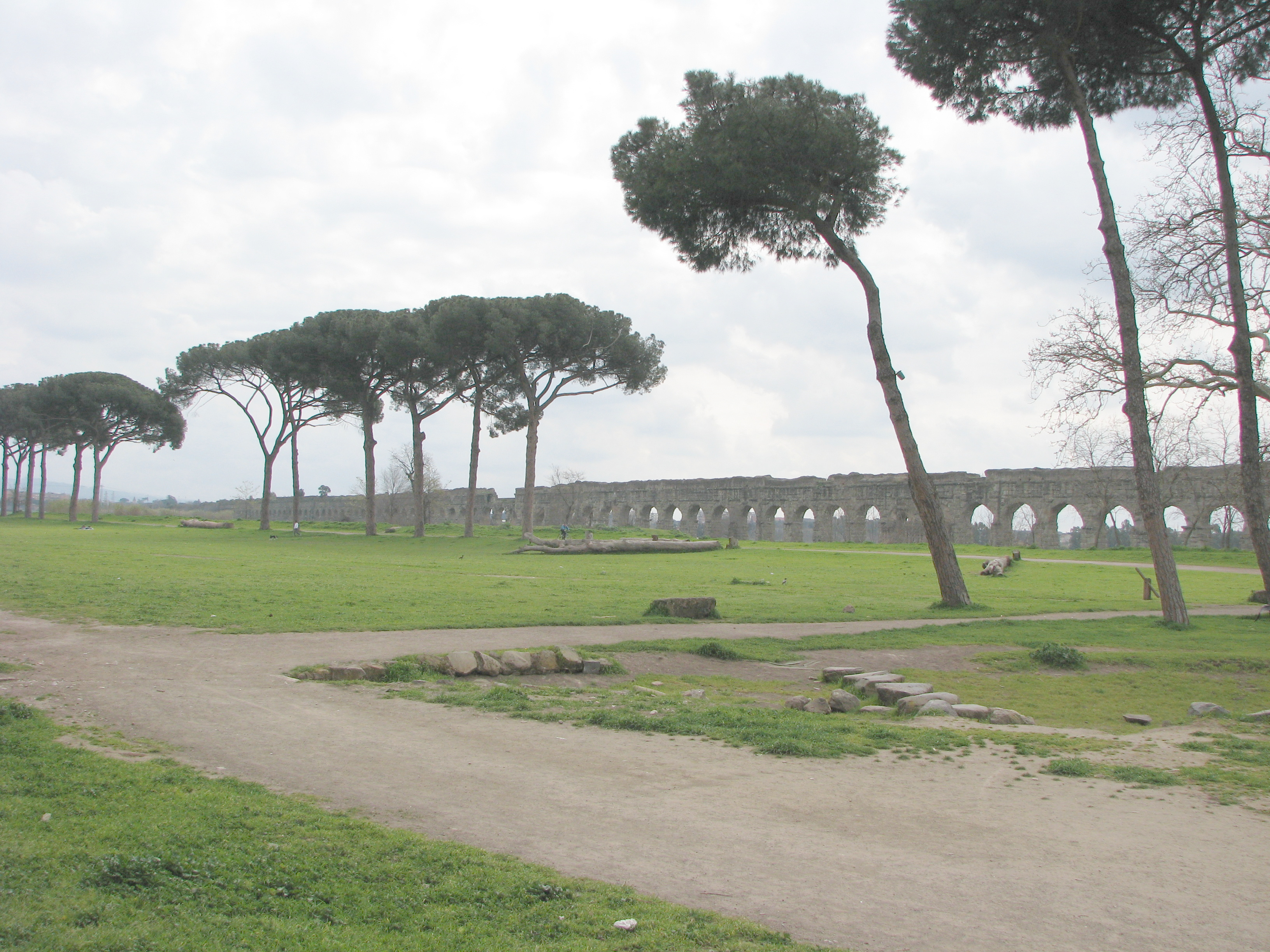
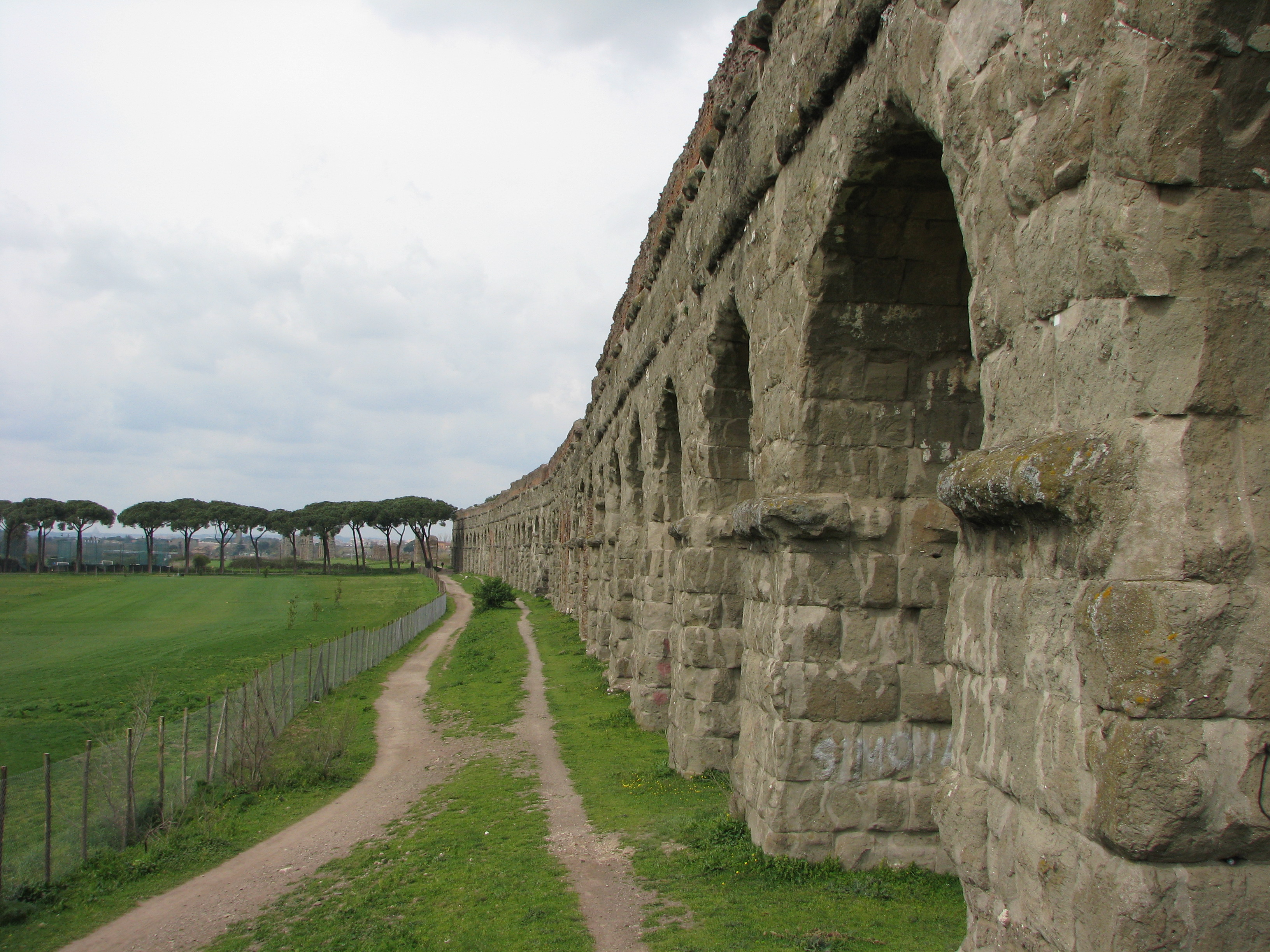
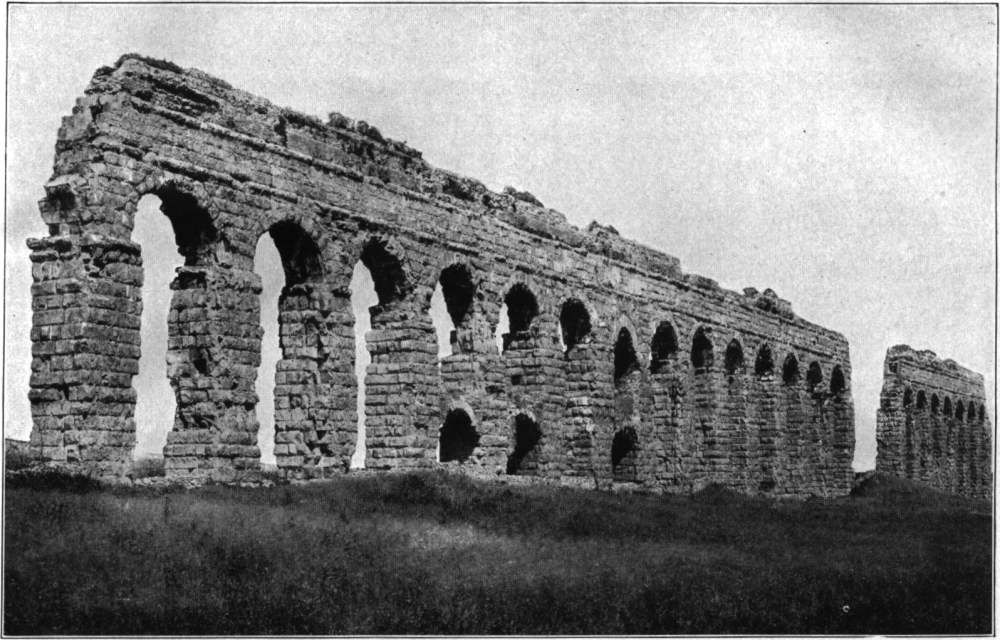
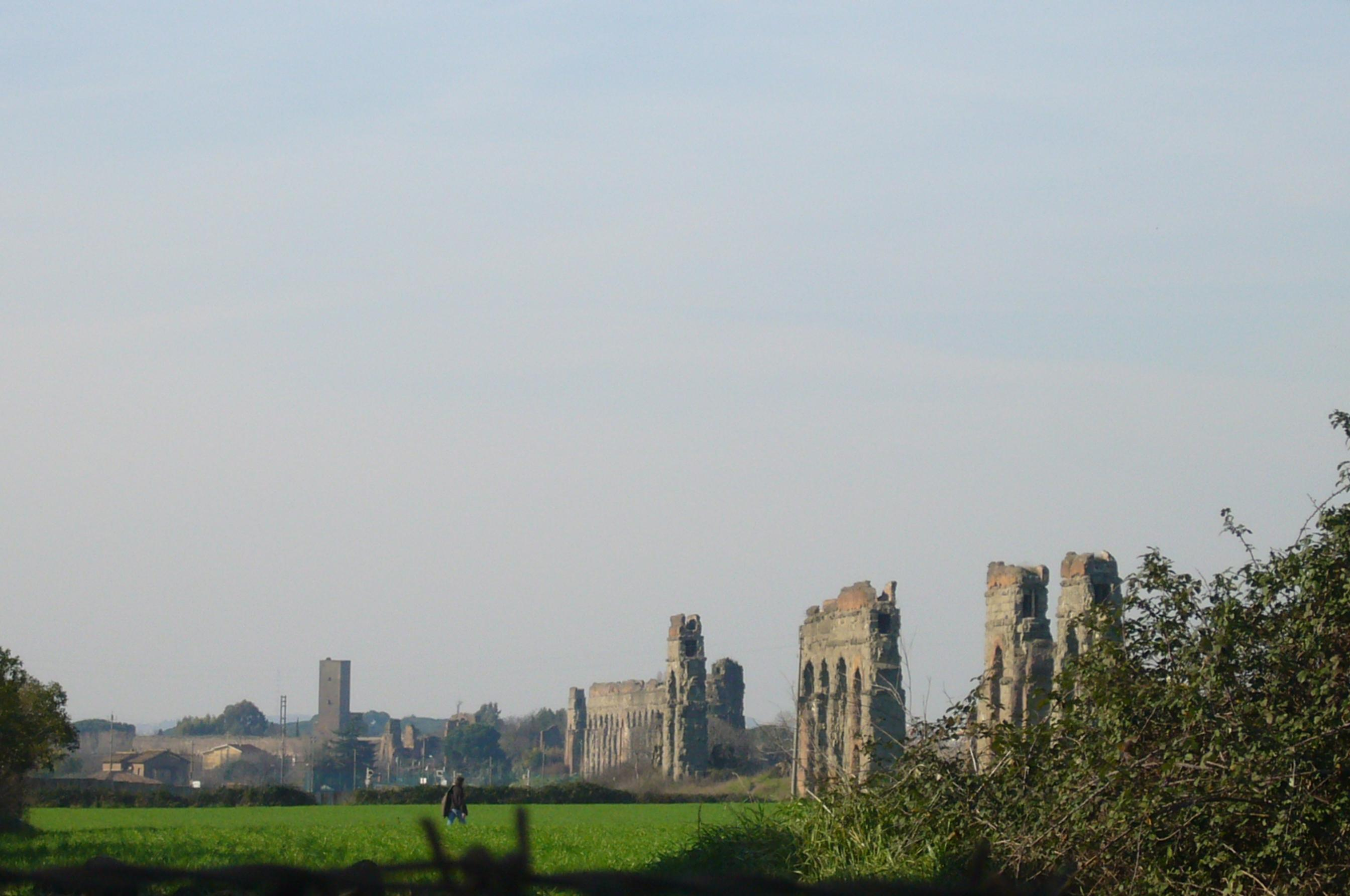
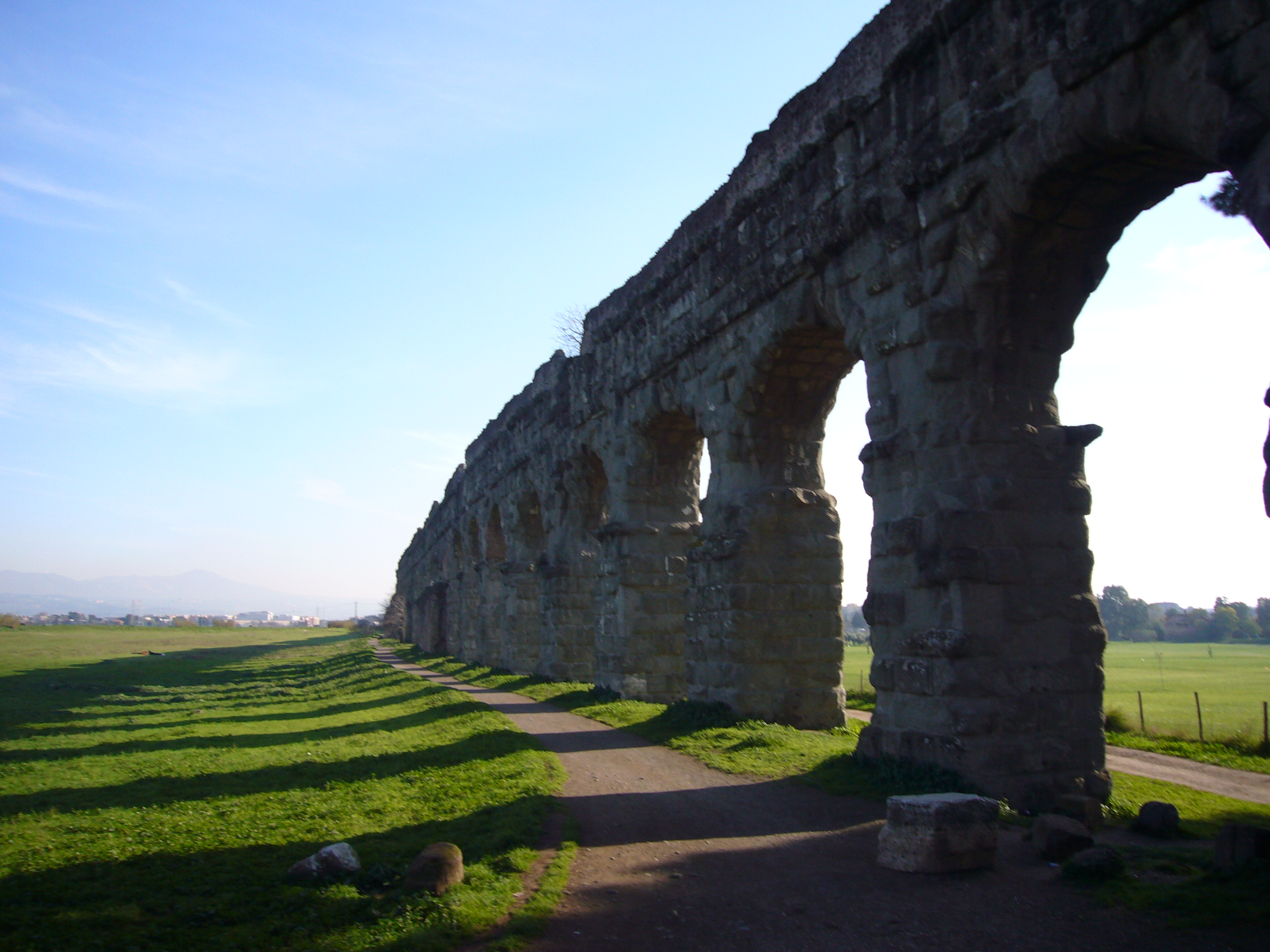

## 같이 보기
- 고대 로마의 기술
- 프론티누스
- 로마의 수도교 목록
- 로마 제국의 수도교 목록
- 연대별 로마의 수도교 목록
- 아퀘도티 공원